# Roscoe (Vorname)
Roscoe ist ein männlicher Vorname. 

## Bedeutung
Der Name stammt aus dem Alt-Norwegischen. Er bedeutet „Reh-Wald“. 
Vermutlich brachten die Wikinger den Namen nach Ost-England, wo er auch als Ortsname existiert. 
Über die Pilgerväter gelangte der Name nach Nordamerika.

## Verbreitung
Der Name Roscoe wird in Deutschland sehr selten vergeben. In der Schweiz tragen vier Personen diesen Namen (Stand 2023). In Österreich kommt der Name seit 1988 in der Namensgebung vor, seitdem wurde er vier Mal gewählt.
In England und Wales ist der Name seit 2014 dauerhaft in den Top-1000-Hitlisten anzutreffen. Die beste Platzierung erzielte er im Jahr 2017 mit Rang 628. In den letzten 10 Jahren wurden rund 430 Jungen so genannt. Der Name befand sich in den USA von 1880 bis Ende der 1970er Jahre jährlich in den Top-1000. Bis 1920 gehörte er sogar zu den Top-200, danach ließ seine Beliebtheit stetig nach. Von 1930 bis 2023 wurde er etwa 11.000 Mal vergeben. Seine Vergabe ist auch in Schottland, Irland, Nordirland und Kanada nachgewiesen.

## Namensträger

### Vorname
- Roscoe Arbuckle (1887–1933; Spitzname Fatty), US-amerikanischer Schauspieler und Regisseur
- Roscoe Bartlett (* 1926), US-amerikanischer Politiker
- Roscoe Lee Browne (1922–2007), US-amerikanischer Schauspieler
- Roscoe H. Hillenkoetter (1897–1982), US-amerikanischer Vizeadmiral der US Navy und Direktor der CIA (1947–1950)
- Roscoe Karns (1891–1970), US-amerikanischer Schauspieler
- Roscoe C. McCulloch (1880–1958), US-amerikanischer Politiker
- Roscoe Mitchell (* 1940), US-amerikanischer Jazzmusiker
- Roscoe Orman (* 1944), US-amerikanischer Schauspieler und Autor
- Roscoe C. Patterson (1876–1954), US-amerikanischer Politiker
- Roscoe Pound (1870–1964), US-amerikanischer Jurist
- Roscoe Tanner (* 1951), US-amerikanischer Tennisspieler

### Mittelname
- Ernest R. Dickerson (* 1951), US-amerikanischer Regisseur und Kameramann
- Edward R. Murrow (1908–1965), US-amerikanischer Journalist
- Ralph R. Proctor (1894–1962), US-amerikanischer Bauingenieur
- Walter R. Stubbs (1858–1929), US-amerikanischer Politiker, Gouverneur von Kansas